# Eleccions al Parlament del Regne Unit de 1959
Les eleccions al Parlament del Regne Unit de 1959 es van celebrar el 8 d'octubre de 1959. Va guanyar per majoria absoluta el Partit Conservador de Harold Macmillan.

## Resultats
| Partit                  | Líder              | Vot popular | %     | Escons | Canvi (de 1959) |
| Partit Conservador      | Harold Macmillan   | 13,750,875  | 49,4% | 365    | +20             |
| Partit Laborista        | Hugh Gaitskell     | 12.216.172  | 43,8% | 258    | -19             |
| Partit Liberal          | Jo Grimond         | 1.640.760   | 5,9%  | 6      | +3              |
| Plaid Cymru             | Gwynfor Evans      | 77.571      | 0,2%  |        |                 |
| Sinn Féin               | Pádraig Mac Lógáin | 63.415      | 0,2%  |        | -2              |
| Comunistes              | John Gollan        | 30.896      | 0,2%  |        |                 |
| Partit Nacional Escocès | James Halliday     | 21.738      | 0,1%  | 0      |                 |
| Conservador independent |                    | 14.118      | 0,01% | 1      |                 |